# Strider
Strider ([ストライダー飛竜, Sutoraidā Hiryū] Erro: {{japonês}}: o texto tem marcação itálica (ajuda)) é um videogame do gênero plataforma lançado para arcade no ano de 1989 pela fabricante japonesa de jogos eletrônicos Capcom.

## Sinopse
Em 2048 o misterioso Grandmaster Meio dá início a seu plano de dominação mundial. Um guerreiro solitário surge como única chance da humanidade contra a tirania: trata-se de Hiryu, um membro "Classe A" da organização secreta  Strider, que colocará toda sua força e perícia à prova, a fim de deter Grandmaster Meio e pôr fim a seu nefasto plano.

## Jogabilidade
Strider é um jogo de plataforma. No comando de Hiryu, o jogador deve percorrer cinco fases dentro de um limite de tempo, tendo como únicos recursos o pulo e a espada especial Strider conhecida como Cypher. São cinco fases ambientadas em diferentes partes do mundo como a Sibéria e a Floresta Amazônica, bem como na base espacial de Meio, onde ocorre a última batalha. Ao final de cada fase, um chefe deve ser derrotado, para que Hiryu possa seguir sua jornada. Durante o jogo, power ups coletados aumentam a capacidade de ataque de Hiryu, seja garantindo mais alcance à Cypher ou mesmo invocando a ajuda de robôs e animais biônicos, chamados no jogo de Options.

## Desenvolvimento
Strider é o resultado de uma colaboração entre a Capcom e o estúdio japonês de mangás Moto Kikaku. O mangá intitulado Strider Hiryu foi lançado em 1988, porém não obteve o sucesso esperado, o que colocou em risco a produção do jogo. Ainda assim a Capcom apostou no título e, em 1989, lançou Strider nos arcades. O sucesso do jogo estimulou a companhia a lançar também uma versão do jogo para NES, porém com uma história e jogabilidade completamente diferentes. Novidade para a época foram a inclusão de cenas entre as fases e samples de vozes digitalizadas em vários idiomas como mandarim e russo, onde os inimigos zombam de Hiryu e apostam em sua derrota.
Muitas das inspirações de Strider vem de elementos reais. A ação se passa na fictícia república soviética de Kazakh, de onde Grandmaster Meio inicia sua investida contra o mundo, numa clara referência à Guerra Fria e a União Soviética (que viria a se desfazer dois anos depois). Além disso, o chefe da primeira fase Ouroboros carrega uma foice e um martelo, que compõe o símbolo comunista. Alguns elementos do jogo também trazem claras referências ao universo Star Wars: Grandmaster Meio se assemelha ao Imperador Palpatine e o caçador de recompensas Solo teve seu nome e design inspirados em Han Solo e Boba Fett respectivamente.
Strider foi o terceiro título lançado para a plataforma CPS-1 da Capcom.

## Versões
Versões de Strider foram desenvolvidas para os principais consoles e computadores da época como Amiga, Atari ST, ZX Spectrum, Commodore 64, Master System, Sharp X68000  e Mega Drive. A versão para Mega Drive foi o primeiro jogo a atingir a marca de 8 Megabits (equivalente a 1 Megabyte) no console, o que resultou numa versão bastante fiel ao arcade. Já a versão para NES é totalmente diferente das outras, tendo uma jogabilidade menos linear e envolvendo coleta de itens e pistas. Esta versão segue a ideia original do mangá Strider Hiryu.

## Continuações
Em 1990 foi lançada nos EUA uma sequência desenvolvida pela U.S. Gold sob licença da Capcom, chamada Journey From Darkness: Strider Returns para várias plataformas incluindo Master System e Mega Drive. Porém, uma outra versão, desenvolvida pela própria Capcom chegou aos arcades em 1999 (10 anos após o lançamento do jogo original) chamada Strider 2. Por sua vez, um port desse jogo foi lançado em 2000 para Playstation, contando com uma fase extra e a possibilidade de jogar com Hien, um Strider rival de Hiryu.
Em 2014, um reboot da série foi lançado para Playstation 3, Playstation 4, Xbox One e Windows chamado apenas Strider.

## Outras aparições
Devido a sua popularidade, o personagem Hiryu aparece como personagem jogável de vários outros títulos da Capcom, notoriamente nos jogos da série Versus.